# Горизонтальные клетки

Слои сетчатки
RPE — пигментный эпителий сетчатки
OS — наружный сегмент фоторецепторов
IS — внутренний сегмент фоторецепторов
ONL — внешний ядерный слой
OPL — внешний сплетениевидный слой
INL — внутренний ядерный слой
IPL — внутренний сплетениевидный слой
GC — ганглионарный слой
BM — мембрана Бруха
P — пигментные эпителиоциты
R — палочки
C — колбочки
Стрелка и пунктирная линия — внешняя пограничная мембрана
H — горизонтальные клетки
B — биполярные клетки
M — Клетки Мюллера
A — амакриновые клетки
G — ганглионарные клетки
AX — аксоны

Горизонтальные клетки — слой ассоциативных нейронов сетчатки.
Горизонтальные клетки располагаются в сетчатке сразу за фоторецепторами и отдают им большое количество дендритов, которые, переплетаясь, образуют сплошное густое кружево. Их аксоны могут тянуться на значительные расстояния и имеют сильно разветвленные концевые образования. Горизонтальные клетки соединены между собой электрическими синапсами и образуют функциональный синцитий. Возбуждение одной горизонтальной клетки распространяется на другие. В центральной ямке (лат. fovea) сетчатки приматов одна горизонтальная клетка соединяется примерно с 6-ю колбочками, а на периферии — с 30-40. Дендритное поле горизонтальной клетки на периферии сетчатки достигает диаметра 250 мкм. В то же время, размер рецептивных полей горизонтальных клеток может изменяться в пределах 300мкм ÷ 5мм, что значительно превышает протяженность дендритных разветвлений. За счет этого горизонтальные клетки могут формировать периферию рецептивных полей биполярных нейронов. При освещении фоторецепторов горизонтальные клетки отвечают гиперполяризацией.
Фоторецепторы вместе с горизонтальными клетками и биполярами образуют так называемую триаду. Триада состоит из пресинаптической мембраны фоторецептора, в которую заходит дендрит биполяра, а по бокам от него заходят отростки горизонтальных клеток. Значение и принципы функционирования триады пока остаются неизвестными. За счет таких связей между фоторецепторами, горизонтальными клетками и биполярами, центр рецептивного поля биполяров формируется прямым путём при передаче сигнала от фоторецепторов, периферия формируется за счет непрямого пути через горизонтальные клетки за счёт возбуждающих или тормозных синапсов.